# Ensorra verticalis
Ensorra verticalis är en insektsart som först beskrevs av Banks 1910.  Ensorra verticalis ingår i släktet Ensorra och familjen myrlejonsländor. Inga underarter finns listade i Catalogue of Life.